# Бети Бауерс
Бети Бауерс (енгл. Betty Bowers) назив је измишљеног главног лика на сатиричном сајту BettyBowers.com. Лик Бети Бауерс тренутно тумачи глумица и комичарка Девен Грин, која јој позајмљује глас а појављује се и на бројним фотографијама. Критичари виде Бети као још један допринос дугогодишњој расправи око слике америчког југа.

## Биографија Бети Бауерс
Бети Бауерс тврди да има титулу најбоље америчке хришћанке. Према њеној интернет страници, Бети води неколико хришћанских мисионарских организација, међу којима су Усађивање интегритета хришћанским домаћицама (енгл. Bringing Integrity To Christian Homemakers — B.I.T.C.H.) и Баптисти спасавају хомосексуалце (енгл. Baptists Are Saving Homosexuals — B.A.S.H.). Чланица је Баптистичке цркве Лендовер, која је, по њеним изјавама, омиљена божја црква. Бети је на фотографијама приказана обично са изразом презира или неодобравања на лицу. Бети, користећи се пародијом, приказује лицемјерје које имају људи у оквиру неких деноминација, тако што једноставно преузима неке од њихових популарних ставова и учења.